# Островът на Гилиган
„Островът на Гилиган“ (на английски: Gilligan's Island) е американски ситком, продуциран от United Artists Television. Излъчва се в три сезона по CBS от 26 септември 1964 г. до 4 септември 1967 г. Първоначално е спонсориран от Philip Morris & Company и Проктър и Гембъл. Шоуто следва комичните приключения на седем корабокрушенци в опитите им да оцелеят и да се измъкнат от острова, където са попаднали. Първи сезон, състоящ се от 36 епизода, е сниман в черно-бяло, като по-късно при повторни излъчвания е колоризиран. Втори и трети сезон са снимани в цветно, както и трите последвали филма.